# Bärgslagernes Nyheter
Bärgslagernes Nyheter var en dagstidning utgiven från 8 januari 1925 till 14 mars 1925. Bärgslagernes Nyheter var den fullständiga titeln.

## Redaktion
Redaktionsort för tidningen var Filipstad. Ansvarig utgivare för tidningen var teologie kandidaten Gustaf Emanuel Enok Horsner och redaktör N. Eugen Holmstrand, De första 12 nr har en klar dagspresskaraktär.  Nummer 13-14 indrogs. Efter ett kortare uppehåll utgavs nr 15-28 som ett agitationsblad Bärgslagernes Nyheter tillsammans med Filipstads Stads och Bergslags tidning Politisk tendens var frisinnad enligt tidningen 8 januari 1925. Tidningen var kristen, nykterhetsvänlig och ville föra de kristna och etiska intressenas talan enligt tidningen 8 januari  1925 s. 2, sp.2. Tidningen gavs ut 3 dagar i veckan tisdag, torsdag och lördag.  Deltiteln Filipstads Stads och Bergslags tidning medföljer från den 10 februari 1925 som del B som kompensation för uteblivna sidor p.g.a. tryckeribyte, enligt tidningen10 februari 1925 s.2, sp. 1. 

## Tryckning
Aktiebolaget Östra Värmlands Nyheters boktryckeri i Filipstad tryckte tidningen till 3 februari 1925 sedan Filipstads tryckeriaktiebolag i Filipstad till upphörandet. Tidningen trycktes bara i svart med antikva på inledningsvis en stor satsyta 55 x 43 cm sedan en mindre satsyta. Sidantalet var 1-4 sidor. Pris för tidningen vart 6 kronor i prenumeration enligt tidningen 8 januari 1925.